# Thomas Delaney
Pour les articles homonymes, voir Delaney.
Thomas Delaney, né le 3 septembre 1991 à Frederiksberg au Danemark, est un footballeur international danois d'origine américaine qui évolue au poste de milieu de terrain au FC Copenhague.

## Biographie

### Origines et jeunesse
Thomas Delaney est né à Frederiksberg au Danemark le 3 septembre 1991 d'un père américain de lointaine ascendance irlandaise et d'une mère danoise. Le père de Thomas Delaney n'a que la nationalité américaine (il est né aux États-Unis) et Thomas a la double nationalité (américaine et danoise) bien qu'il soit né au Danemark.

### En club

#### FC Copenhague
Il inscrit son premier but en Ligue des champions le 22 juillet 2009 contre le club monténégrin du Mogren Budva.
Delaney contribue largement au succès du FC Copenhague sur le plan national comme international. Il dispute plus de 200 matches avec son club formateur et atteint un huitième de final historique en Ligue des champions lors de la saison 2010-2011.
Il joue son dernier match à domicile au Parken Stadium avec Copenhague le 3 décembre 2016 face aux Randers FC lors d'une victoire un but à zéreo.

#### Passage en Allemagne
Le 17 août 2016, le Werder Brême annonce l'arrivée de Thomas Delaney pour janvier 2017.
Le 7 juin 2018, après une saison au Werder, il est recruté par le Borussia Dortmund. Il signe un contrat courant jusqu'en juin 2022.

#### Séville FC et prêts
Le 25 août 2021, il signe au Séville FC pour quatre saisons.
Le 30 janvier 2023, il est prêté pour six mois au TSG Hoffenheim, alors pensionnaire de Bundesliga.
Le 22 août 2023, Thomas Delaney est prêté pour une saison au RSC Anderlecht. Le club dispose d'une option d'achat sur le joueur mais ne la lève pas en fin de saison.

#### Retour au FC Copenhague
En juillet 2024, il effectue son retour dans son club formateur du FC Copenhague après avoir résilié son contrat avec le Seville FC.

### En sélections nationales
Il reçoit sa première sélection en équipe nationale le 15 octobre 2013 contre Malte. Ce match compte pour les éliminatoires de la Coupe du monde 2014.
Le 1er septembre 2017, Delaney marque son premier but en sélection face à la Pologne dans le cadre des éliminatoires de la Coupe du monde 2018. Trois jours plus tard, le milieu réalise un triplé offrant une victoire 4-1 contre l'Arménie. Il dispute sa première compétition internationale lors de la Coupe du monde 2018. 
En mai 2021, il est convoqué par Kasper Hjulmand, le sélectionneur de l'équipe nationale du Danemark, dans la liste des 26 joueurs danois retenus participer à l'Euro 2020,. Durant la compétition, il inscrit un but lors de la victoire danoise en 1/4 de finale face à la Tchéquie.  
Le 7 novembre 2022, il est sélectionné par Kasper Hjulmand pour participer à la Coupe du monde 2022. Titulaire lors du premier match du Danemark contre la Tunisie, il est remplacé en cours de match en raison d'une blessure au genou gauche qui le contraint ensuite au forfait pour l'ensemble de la compétition.
Le 30 mai 2024, Delaney figure dans la liste des 26 joueurs danois retenus par Kasper Hjulmand pour participer à l'Euro 2024,.

## Statistiques

### En club
| Saison                | Club                  | Championnat           | Championnat | Championnat | Coupe(s) nationale(s) | Coupe(s) nationale(s) | Supercoupe | Supercoupe | Compétition(s) continentale(s) | Compétition(s) continentale(s) | Compétition(s) continentale(s) | Autres compétitions | Autres compétitions | Autres compétitions | Danemark | Danemark | Total | Total |
| Saison                | Club                  | Division              | M.          | B.          | M.                    | B.                    | M.         | B.         | Comp.                          | M.                             | B.                             | Comp.               | M.                  | B.                  | M.       | B.       | M.    | B.    |
| 2008-2009             | FC Copenhague         | Superliga             | -           | -           | 2                     | 0                     | -          | -          | -                              | -                              | -                              | -                   | -                   | -                   | -        | -        | 2     | 0     |
| 2009-2010             | FC Copenhague         | Superliga             | 9           | 0           | -                     | -                     | -          | -          | C1+C3                          | 1+2                            | 1+0                            | -                   | -                   | -                   | -        | -        | 12    | 1     |
| 2010-2011             | FC Copenhague         | Superliga             | 16          | 1           | 2                     | 0                     | -          | -          | C1                             | 2                              | 0                              | -                   | -                   | -                   | -        | -        | 20    | 1     |
| 2011-2012             | FC Copenhague         | Superliga             | 19          | 1           | 1                     | 0                     | -          | -          | C1+C3                          | 3+4                            | 0+0                            | -                   | -                   | -                   | -        | -        | 27    | 1     |
| 2012-2013             | FC Copenhague         | Superliga             | 21          | 1           | 3                     | 0                     | -          | -          | C1+C3                          | 2+6                            | 0+0                            | -                   | -                   | -                   | -        | -        | 32    | 1     |
| 2013-2014             | FC Copenhague         | Superliga             | 32          | 3           | 5                     | 0                     | -          | -          | C1                             | 6                              | 0                              | -                   | -                   | -                   | 1        | 0        | 44    | 3     |
| 2014-2015             | FC Copenhague         | Superliga             | 27          | 2           | 6                     | 1                     | -          | -          | C1+C3                          | 4+5                            | 0+0                            | -                   | -                   | -                   | 2        | 0        | 44    | 3     |
| 2015-2016             | FC Copenhague         | Superliga             | 29          | 5           | 5                     | 1                     | -          | -          | C3                             | 4                              | 0                              | -                   | -                   | -                   | 6        | 0        | 44    | 6     |
| 2016-2017             | FC Copenhague         | Superliga             | 19          | 6           | -                     | -                     | -          | -          | C1                             | 11                             | 2                              | -                   | -                   | -                   | 5        | 0        | 35    | 8     |
| Sous-total            | Sous-total            | Sous-total            | 172         | 19          | 24                    | 2                     | -          | -          | -                              | 50                             | 3                              | -                   | -                   | -                   | 14       | 0        | 260   | 24    |
| 2016-2017             | Werder Brême          | Bundesliga            | 13          | 4           | -                     | -                     | -          | -          | -                              | -                              | -                              | -                   | -                   | -                   | 3        | 0        | 16    | 4     |
| 2017-2018             | Werder Brême          | Bundesliga            | 32          | 3           | 4                     | 0                     | -          | -          | -                              | -                              | -                              | -                   | -                   | -                   | 14       | 4        | 50    | 7     |
| Sous-total            | Sous-total            | Sous-total            | 45          | 7           | 4                     | 0                     | -          | -          | -                              | -                              | -                              | -                   | -                   | -                   | 17       | 4        | 66    | 11    |
| 2018-2019             | Borussia Dortmund     | Bundesliga            | 30          | 3           | 2                     | 0                     | -          | -          | C1                             | 6                              | 0                              | -                   | -                   | -                   | 7        | 0        | 45    | 3     |
| 2019-2020             | Borussia Dortmund     | Bundesliga            | 11          | 0           | -                     | -                     | -          | -          | C1                             | 3                              | 0                              | -                   | -                   | -                   | 5        | 1        | 19    | 1     |
| 2020-2021             | Borussia Dortmund     | Bundesliga            | 20          | 1           | 6                     | 0                     | 1          | 0          | C1                             | 7                              | 0                              | -                   | -                   | -                   | 17       | 1        | 51    | 2     |
| 2021-2022             | Borussia Dortmund     | Bundesliga            | 1           | 0           | 1                     | 0                     | -          | -          | -                              | -                              | -                              | -                   | -                   | -                   | -        | -        | 2     | 0     |
| Sous-total            | Sous-total            | Sous-total            | 62          | 4           | 9                     | 0                     | 1          | 0          | -                              | 16                             | 0                              | -                   | -                   | -                   | 29       | 2        | 117   | 6     |
| 2021-2022             | FC Séville            | Liga                  | 27          | 2           | 1                     | 0                     | -          | -          | C1+C3                          | 4+3                            | 0+0                            | -                   | -                   | -                   | 9        | 1        | 44    | 3     |
| 2022-2023             | FC Séville            | Liga                  | 8           | 0           | -                     | -                     | -          | -          | C1                             | 4                              | 0                              | -                   | -                   | -                   | 3        | 0        | 15    | 0     |
| Sous-total            | Sous-total            | Sous-total            | 35          | 2           | 1                     | 0                     | 0          | 0          | -                              | 11                             | 0                              | -                   | -                   | -                   | 12       | 1        | 59    | 3     |
| 2022-2023             | TSG Hoffenheim (prêt) | Bundesliga            | 6           | 0           | 1                     | 0                     | -          | -          | -                              | -                              | -                              | -                   | -                   | -                   | -        | -        | 7     | 0     |
| 2023-2024             | RSC Anderlecht (prêt) | Division 1A           | 14          | 1           | 2                     | 0                     | -          | -          | -                              | -                              | -                              | PO1                 | 9                   | 0                   | 9        | 1        | 34    | 2     |
| Total sur la carrière | Total sur la carrière | Total sur la carrière | 334         | 33          | 41                    | 2                     | 1          | 0          | -                              | 77                             | 3                              | -                   | 9                   | 0                   | 81       | 8        | 543   | 46    |

### Buts internationaux
| Buts internationaux de Thomas Delaney | Buts internationaux de Thomas Delaney | Buts internationaux de Thomas Delaney                 | Buts internationaux de Thomas Delaney | Buts internationaux de Thomas Delaney | Buts internationaux de Thomas Delaney | Buts internationaux de Thomas Delaney                  |
| 0                                     | Date                                  | Lieu                                                  | Adversaire                            | Score                                 | Résultats                             | Compétitions                                           |
| ------------------------------------- | ------------------------------------- | ----------------------------------------------------- | ------------------------------------- | ------------------------------------- | ------------------------------------- | ------------------------------------------------------ |
| 1                                     | 1er septembre 2017                    | Parken Stadium, Copenhague, Danemark                  | Pologne                               | 1-0                                   | 4-0                                   | Éliminatoires Coupe du monde 2018                      |
| 2                                     | 4 septembre 2017                      | Stade Républicain Vazgen-Sargsian, Erevan, Arménie    | Arménie                               | 1-1                                   | 1-4                                   | Éliminatoires Coupe du monde 2018                      |
| 3                                     | 4 septembre 2017                      | Stade Républicain Vazgen-Sargsian, Erevan, Arménie    | Arménie                               | 1-2                                   | 1-4                                   | Éliminatoires Coupe du monde 2018                      |
| 4                                     | 4 septembre 2017                      | Stade Républicain Vazgen-Sargsian, Erevan, Arménie    | Arménie                               | 1-4                                   | 1-4                                   | Éliminatoires Coupe du monde 2018                      |
| 5                                     | 5 septembre 2019                      | Victoria Stadium, Winston Churchill Avenue, Gibraltar | Gibraltar                             | 4-0                                   | 6-0                                   | Éliminatoires du Championnat d'Europe de football 2020 |
| 6                                     | 3 juillet 2021                        | Olimpiya Stadionu, Bakou, Azerbaïdjan                 | Tchéquie                              | 1-0                                   | 2-1                                   | Euro 2020                                              |

## Palmarès

### En club
Avec le FC Copenhague
- Champion du Danemark en 2010, 2011, 2013, 2016 et 2017
- Vainqueur de la Coupe du Danemark en 2015, 2016

 Avec le Borussia Dortmund
- Vainqueur de la Coupe d'Allemagne en 2021

### Distinctions personnelles
- Meilleur jeune talent danois en 2009 (catégorie des moins de 19 ans)[20]
- Homme du match lors de la finale de la Coupe du Danemark 2015[21]
- Meilleur joueur du FC Copenhague lors des saisons 2014-2015[22] et 2015-2016[23].